# Physik-Engine
Eine Physik-Engine ist eine Funktionseinheit der Informationstechnologie, die zur Simulation physikalischer Prozesse sowie der Berechnung objektimmanenter Eigenschaften (z. B. Impuls) dient. Ziele sind eine Vereinfachung der Programmierung und die Vermittlung von realistischen Bewegungsabläufen in einer 3D-Ansicht, beispielsweise soll eine realistische „Spielphysik“ erzielt werden. Hauptanwendungsgebiete sind moderne Computerspiele und Simulationssoftware sowie in Filmstudios zur Erzeugung von Spezialeffekten.
Dabei geht es nicht immer unbedingt um physikalische Exaktheit. Dies liegt oft an der immensen Komplexität der auf physikalischen Prozessen basierenden Berechnungen. Da in solchen Fällen meist ein Anspruch auf Echtzeitfähigkeit besteht, geht Effizienz vor Exaktheit.

## Arten der Simulation
- Physik starrer Körper (rigid body mechanics)
- nicht elastische Physik mit Deformationen (soft body dynamics)
- Masse-Feder Modelle (spring dynamics) u. a. als Grundlage der Simulation von Seilen und Stoff (rope bzw. cloth)
- Partikelsysteme u. a. als Grundlage der Simulation von Flüssigkeiten (fluid dynamics) und Feuer

## Rigid Body Mechanics

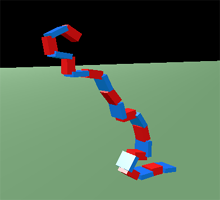
Open-Source-Physik-Engine Tokamak

Die Physik starrer Körper bedient sich der Gesetze der klassischen Mechanik (Newtonsche Mechanik). Das zu analysierende System wird mittels Differentialgleichungen (Newtonsche Axiome) beschrieben, welches nach Einfügen von Start- und Randbedingungen lösbar ist. Da exaktes Lösen zu aufwändig ist, werden meist Näherungsverfahren (z. B. Runge-Kutta-Verfahren) genutzt (siehe Starrkörpersimulation).
Komplizierter ist die Behandlung von Stößen, da u. a. plötzliche Richtungs- und Impulsänderungen berücksichtigt werden müssen. Man unterscheidet zwischen Kollisionserkennung und -antwort.

## Physik-Engines
| Engine                  | Lizenz      | Weblink                   | Betriebssystem                              | SDK / Sourcen         |
| ----------------------- | ----------- | ------------------------- | ------------------------------------------- | --------------------- |
| Bullet                  | Open Source | bulletphysics.com         | Windows, Linux, Mac OS X                    |                       |
| Box 2D (2D-Engine)      | Open Source | box2d.org                 | Windows, Linux, Mac OS X                    |                       |
| IBDS                    | Open Source | impulse-based.de          | Windows, Linux, Mac OS X                    |                       |
| Havok                   | kommerziell | Havok.com                 | Windows, Mac OS (ab 4.0)                    |                       |
| PhysX (vormals NovodeX) | Open Source | nvidia.com                | Windows, Linux                              | C++, C# (PhysX-sharp) |
| Karma                   | kommerziell | –                         | Windows                                     |                       |
| Meqon                   | kommerziell | –                         | Windows                                     |                       |
| Newton Game Dynamics    | Open Source | Newtondynamics.com        | Windows, Linux, Mac OS                      |                       |
| Open Dynamics Engine    | Open Source | ODE.org                   | Windows, Linux, Mac OS X, Unix-Derivate     |                       |
| Tokamak                 | Open Source | tokamakphysics.com        | Windows                                     | C++                   |
| True Axis               | kommerziell | trueaxis.com              | Windows                                     |                       |
| Phyz (Dax Phyz)         | kostenlos   | phyz.ath.cx               | Windows                                     |                       |
| starLiGHT.Engine        | kommerziell | starLiGHT-Engine.de       | Windows, Xbox, Windows Phone 7, Silverlight | C# / Microsoft XNA    |
| Step                    | Open Source | https://edu.kde.org/step/ | GNU/Linux                                   | C++                   |

Im September 2005 hat ageia Technologies, Inc. den Konkurrenten Meqon übernommen. Somit erfährt die gleichnamige Engine keine Weiterentwicklung mehr, der Support ist aber gewährleistet. 2007 wurde Havok von Intel gekauft. Ageia, der ursprüngliche Hersteller von PhysX wurden 2008 von Nvidia gekauft.

## Physik-Spiele
Der Spieler muss in vielen Computerspielen die Physik-Engine im Spiel ausnutzen, um im Spiel voranzukommen. Spiele, die nur daraus bestehen, dass der Spieler Rätsel auf Basis der Physik-Engine löst, werden auch als Physik-Spiele bezeichnet. So muss der Spieler zum Beispiel mit der Schwerkraft, Flugbahnen, Reibung, Elastizität, Magnetismus und Hebelwirkungen und unterschiedlichen Fluiden und Gasen experimentieren, um Spielfiguren oder Gegenstände auf eine passende Position zu bewegen, bis das Level bestanden worden ist.
Bekannte Beispiele hierfür sind Angry Birds, Cut the Rope, Wo ist mein Wasser?, Crayon Physics Deluxe, Bridge Constructor, World of Goo und Crazy Machines. Physikspiele werden vor allem als Handy- und Browserspiel veröffentlicht und sind meist den Genres Rätsel, Denkspiele, Geschicklichkeitsspiel, Puzzle oder Jump ’n’ Run zuzuordnen. Spiele wie Angry-Birds werden aufgrund der Parabel-Form auch als Parabelspiele bezeichnet.